# Andreas Großbauer
Andreas Großbauer (* 1974 in Graz) ist ein österreichischer Violinist. Er war von September 2014 bis September 2017 Vorstand der Wiener Philharmoniker.

## Leben
Andreas Großbauer erhielt seinen ersten Violinunterricht im Alter von fünf Jahren, mit zwölf wurde er an der Musikhochschule Graz aufgenommen. Anschließend studierte er beim Wiener Philharmoniker Alfred Staar in Oberschützen und Wien.
Im Mai 2001 wurde er nach gewonnenem Probespiel Primgeiger bei den Wiener Symphonikern. Außerdem wurde er Mitglied der Philharmonia Schrammeln Wien, diesem Ensemble gehörte er zehn Jahre lang an. Im September 2005 wurde er in das Orchester der Wiener Staatsoper aufgenommen, seit 2008 ist er Mitglied im Verein der Wiener Philharmoniker.
Im Sommer 2007 wurde er vom Plenum der Wiener Philharmoniker in die Funktion des Ballchefs gewählt, seitdem organisierte er den jährlich stattfindenden Philharmonikerball im Wiener Musikvereinsgebäude. Am 11. Juni 2014 wurde Großbauer von der Versammlung des Orchesters zum neuen Vorstand der Wiener Philharmoniker gewählt, am 1. September 2014 folgte er Clemens Hellsberg in dieser Funktion nach. Mit 1. September 2017 wurde Großbauer als Vorstand der Wiener Philharmoniker von Daniel Froschauer abgelöst. 2014/15 folgte ihm der Tubist Paul Halwax als Organisator des Philharmonikerballs nach.
Seine Frau Maria Großbauer war als Nachfolgerin von Desirée Treichl-Stürgkh von 2017 bis 2020 Organisatorin des Wiener Opernballes und ist seit November 2017 Abgeordnete zum Nationalrat.